# Guatteria atabapensis
Guatteria atabapensis är en kirimojaväxtart som beskrevs av Leandro Aristeguieta, David Mark Johnson och Nancy A. Murray. Guatteria atabapensis ingår i släktet Guatteria och familjen kirimojaväxter. IUCN kategoriserar arten globalt som nära hotad. Inga underarter finns listade i Catalogue of Life.